# Лохта (Череповецкий район)
Лохта — село в Череповецком районе Вологодской области.
Входит в состав Ягановского сельского поселения, с точки зрения административно-территориального деления — в Ягановский сельсовет.
Расстояние по автодороге до районного центра Череповца — 33 км, до центра муниципального образования Яганово — 3 км. Ближайшие населённые пункты — Царево, Шурово, Яганово.
По переписи 2002 года население — 19 человек.